# Missile surface-air
Pour les articles homonymes, voir missile (homonymie).

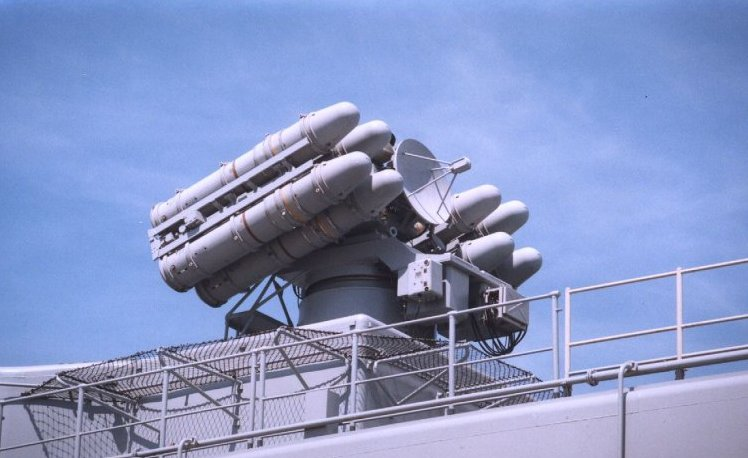
Batterie de missiles Crotale sur la frégate Tourville de la Marine nationale française.

Un missile surface-air, ou missile anti-aérien (SAM), est un missile destiné à atteindre une cible aérienne en étant tiré depuis le sol (missiles sol-air) ou la mer (missiles mer-air), essentiellement dans un but de défense antiaérienne. Techniquement, les missiles mer-air et les missiles sol-air ont connu de telles évolutions convergentes que désormais ils ne forment quasiment plus qu'une seule et même classe.

## Historique

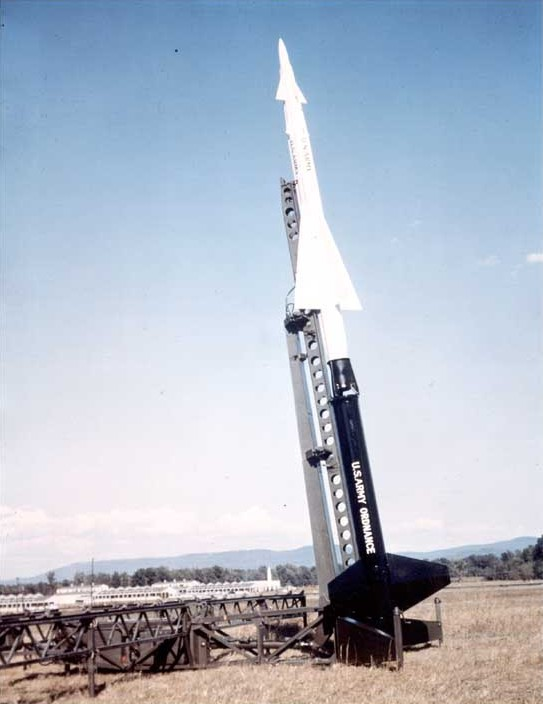
Le MIM-3 Nike Ajax, premier missile sol-air américain.

Conçus à l’origine pour combattre les bombardiers évoluant à haute altitude, les missiles sol-air sont apparus pendant la Seconde Guerre mondiale. L'Allemagne lança plusieurs programmes à partir de 1941 mais qui ne purent aboutir à temps, bien que certains comme le Fliegerfaust soient brièvement essayés. Le seul programme allié pour un engin autopropulsé de ce type, le Brakemine britannique, ne fit guère mieux.
L’apparition, au début des années 1950, de bombardiers stratégiques capables de voler à des altitudes de 13 à 15 000 mètres (B-52, B-58, Tupolev Tu-16, Tupolev Tu-22) fit apparaître une menace contre laquelle les canons anti-aériens même de gros calibre ne pouvaient plus rien. On vit alors apparaître :
- aux États-Unis les missiles MIM-3 Nike Ajax (1953) et BOMARC ;
- au Royaume-Uni les missiles English Electric Thunderbird puis Bloodhound ;
- en URSS la série des SA avec les S-25 Berkut ;
- en France les missiles Matra R-422 et Parca (it) (prototype) ;
- en Suisse, le RSC-50 qui fut le premier missile proposé à l’exportation[1].

La première utilisation et victoire au combat de cette nouvelle catégorie d'armements a lieu lorsqu'un avion de reconnaissance RB-57 Canberra de la force aérienne taïwanaise est abattu le 7 octobre 1959 par une salve de 3 S-75 Dvina (terminologie OTAN : SA-2 Guideline) de l'armée populaire de libération.
Mais tous ces systèmes étaient fixes, semi-mobiles, parfois enterrés, et étaient plus particulièrement destinés à une défense stratégique contre les bombardiers. Vers 1955, l’US Army mis en chantier un missile de défense de zone et de théâtre : le système d'armes Hawk, qui devait être aussi mobile que les batteries de 90 mm en leur temps et être capable de suivre les armées sur leurs arrières immédiats. Il revient à l’URSS d’avoir donné une plus grande mobilité tactique aux missiles sol-air de défense de zone à travers les SA-4 Ganef et SA-6 Gainful, tous deux sur affût chenillé.

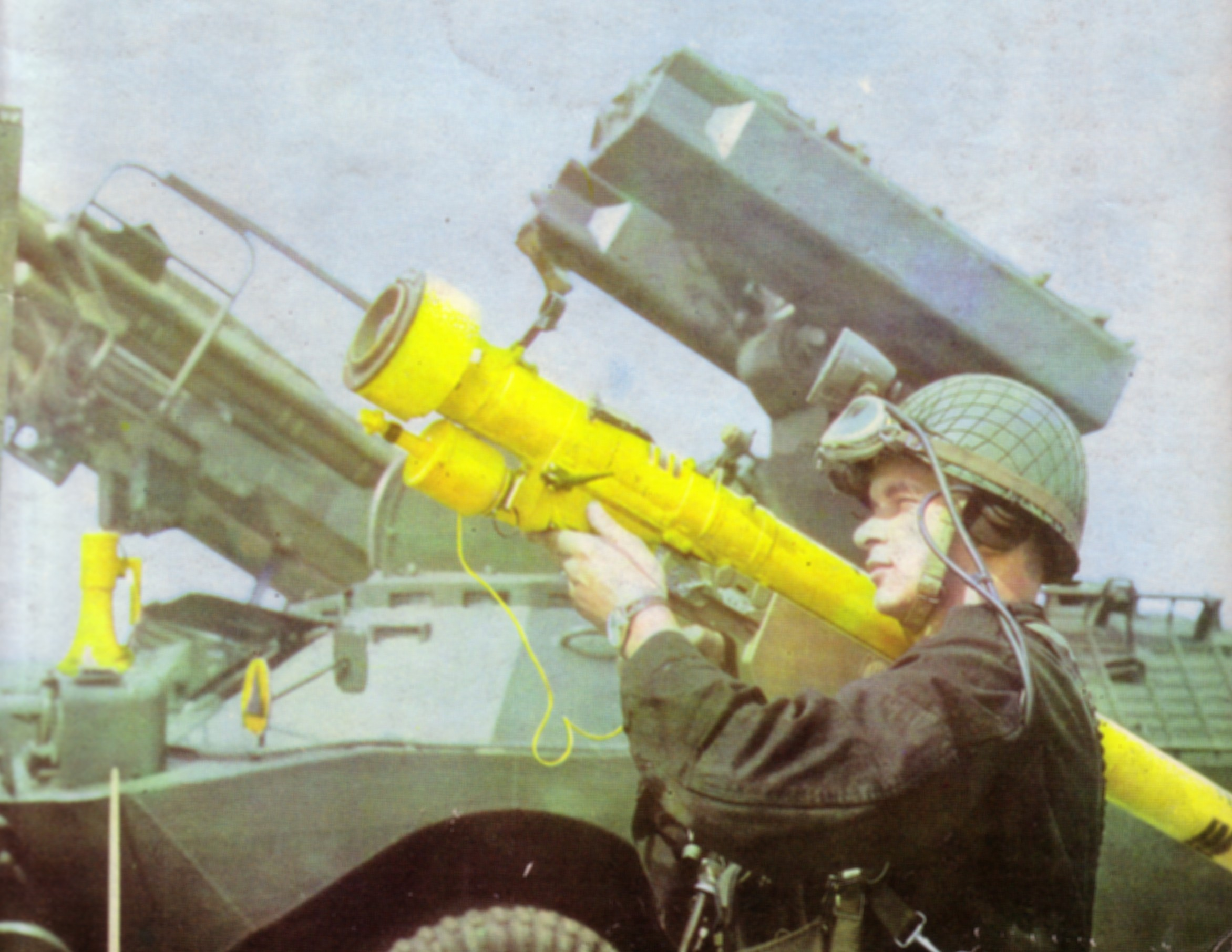
9K32 Strela-2 portable et 9K31 Strela-1 d'origine soviétique à l’arrière-plan.

Dans les années 1960, apparurent les missiles sol-air à courte portée qui doublèrent (avant de les faire quasiment disparaître, sauf dans les forces navales) les canons de moyen calibre comme le 40 mm Bofors et le 30 mm bitube montés sur châssis AMX-13 en France :
- le MIM-72 Chaparral aux États-Unis ;
- le Rapier au Royaume-Uni ;
- le Roland franco-allemand et le Crotale français ;
- le SA-8 en URSS.

Des unités de la Garde nationale des États-Unis furent un moment dotées du Roland monté sur châssis de camion M812A.

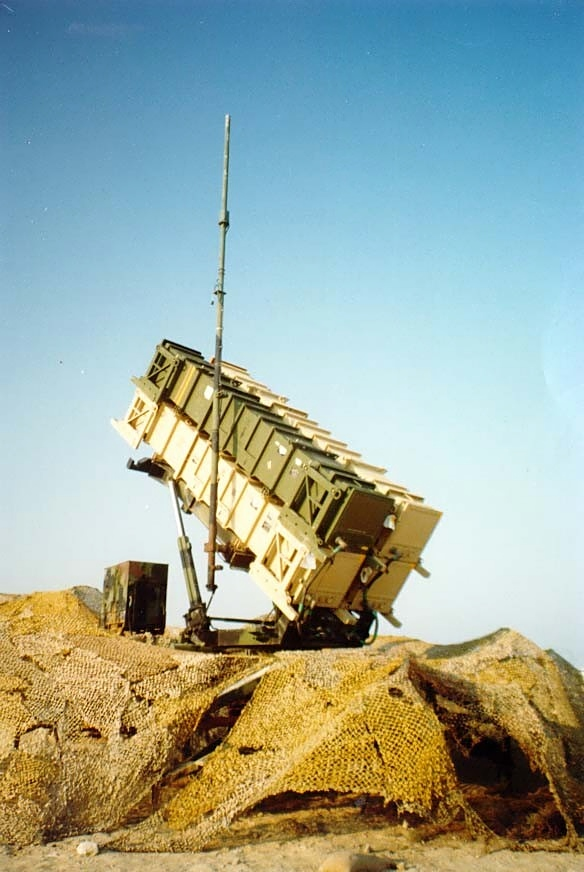
Batterie de missiles Patriot.

À la même époque apparurent les missiles sol-air à très courte portée comme le Redeye portatif américain, le SA-7 soviétique, le RBS 70 suédois, le Mistral français et le Blowpipe (en) britannique.
La guerre du Viêt Nam, qui vit le premier avion abattu par un missile tiré d'un navire le 23 mai 1968 lorsqu’un RIM-8 Talos tiré de l'USS Long Beach (CGN-9) abat un MiG nord-vietnamien à près de 105 km, puis la guerre du Kippour en 1973, prouvèrent l’efficacité de ces missiles contre tous les aéronefs, de la très haute à la très basse altitude et ont obligé les armées de l'air à mettre en œuvre des stratégies spécifiques pour les éliminer (Wild Weasel pour l'USAF).
Durant la guerre des Malouines, les missiles anti-aériens embarqués et au sol britanniques furent une part importante de la défense contre l'aviation argentine avec des résultats mitigés.
Lors de l'intervention militaire israélienne au Liban de 1982, les batteries sol-air syriennes furent détruites par l'aviation israélienne dominant son adversaire au niveau de la guerre électronique.
Au début des années 1980, l’OTAN engagea une réflexion sur la capacité des missiles sol-air à devenir multicibles face aux nouvelles menaces (drone, arme stand-off, missile mer-mer, missile sol-sol tactiques de type Scud). La guerre du Golfe de 1991 valida cette réflexion, qui s’enrichit de la notion de projection des systèmes sol-air pour la protection des forces.
Le MIM-104 Patriot dans sa version originale n'était pas destiné à une fonction antimissile. Ses performances contre les missiles balistiques Scud Irakiens pendant la guerre du Golfe de 1991 furent largement exagérées pour des raisons politiques.
Le Patriot, très modulaire fut depuis profondément modifié (Pac 2 & 3) pour assurer également une mission antimissile.
Durant la guerre d'Irak de 2003, il fut la cause de tirs amis abattant un Tornado de la RAF et un F/A-18 de l'US Navy.
Les missiles développés depuis comme le MEADS américano-germano-italien, les Aster franco-italiens et les S-300, S-400 et S-500 russes sont omnidirectionnels et multimenaces, les avions n’étant plus leur unique cible.

## Typologie

### Selon la portée

#### Les missiles à très courte portée

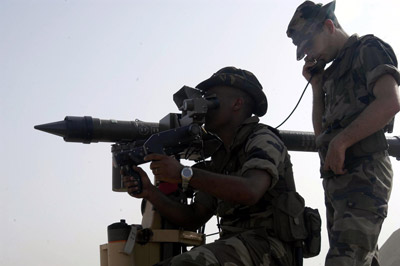
Soldats se préparant à tirer un missile Mistral.

Ce sont des missiles légers (15 à 20 kg pour la munition), tirables à l'épaule, mis en œuvre par deux hommes, comme le Mistral, le FIM-92 Stinger ou le 9K32 Strela-2 par exemple. Leur portée n'excède pas 5 km. Ils sont très rapides (Mach 3 environ). Ils possèdent généralement un système de guidage infrarouge. Certains utilisent un guidage laser, comme le RBS 70 suédois par exemple.
Ce type de missile commença à se répandre au cours des années 1980 à l'initiative des États-Unis qui équipèrent les résistants afghans de missiles Stinger pour contrer l'utilisation intensive des hélicoptères par les troupes d'invasion de l'URSS. Ils prouvèrent leur efficacité en rendant le vol à basse altitude particulièrement dangereux. Mais ces missiles circulant désormais sur le marché noir font craindre une utilisation terroriste contre des avions de ligne.

#### Les missiles à courte portée
Leur portée atteint une quinzaine de kilomètres. Leur guidage se fait le plus souvent par radar (à part pour le Short Javelin britannique qui utilise un guidage infrarouge).
Exemples : Roland (franco-allemand), Crotale (français), Strela-10 (URSS).

#### Les missiles à moyenne portée
Leur portée atteint une cinquantaine de kilomètres. Leur guidage se fait exclusivement par radar.
Exemples : SAMP/T (européen), IRIS-T SLM (européen), HAWK (américain), SA-6 (URSS).

#### Les missiles à longue portée
Leur portée est supérieure à 100 km et leur guidage se fait exclusivement par radar. On peut faire le distinguo dans cette dernière catégorie avec les missiles antibalistiques tel le RIM-161 Standard Missile 3.
Exemples : S300/400 (russe), le MIM-104 Patriot (américain) ou l'Aster 30 (européen).

### Selon la charge militaire
On distingue plusieurs types d'ogives sur ce type d'armement :
- charge à fragmentation classique, billes ;
- charges à tiges métalliques (simples ou « liées »), technique répandue sur les missiles russes ;
- charge pré-fragmentée à gerbe focalisée (comme sur le Crotale qui explose juste après avoir croisé sa cible en lançant environ 75 % des éclats vers l'arrière).

### Selon le lanceur

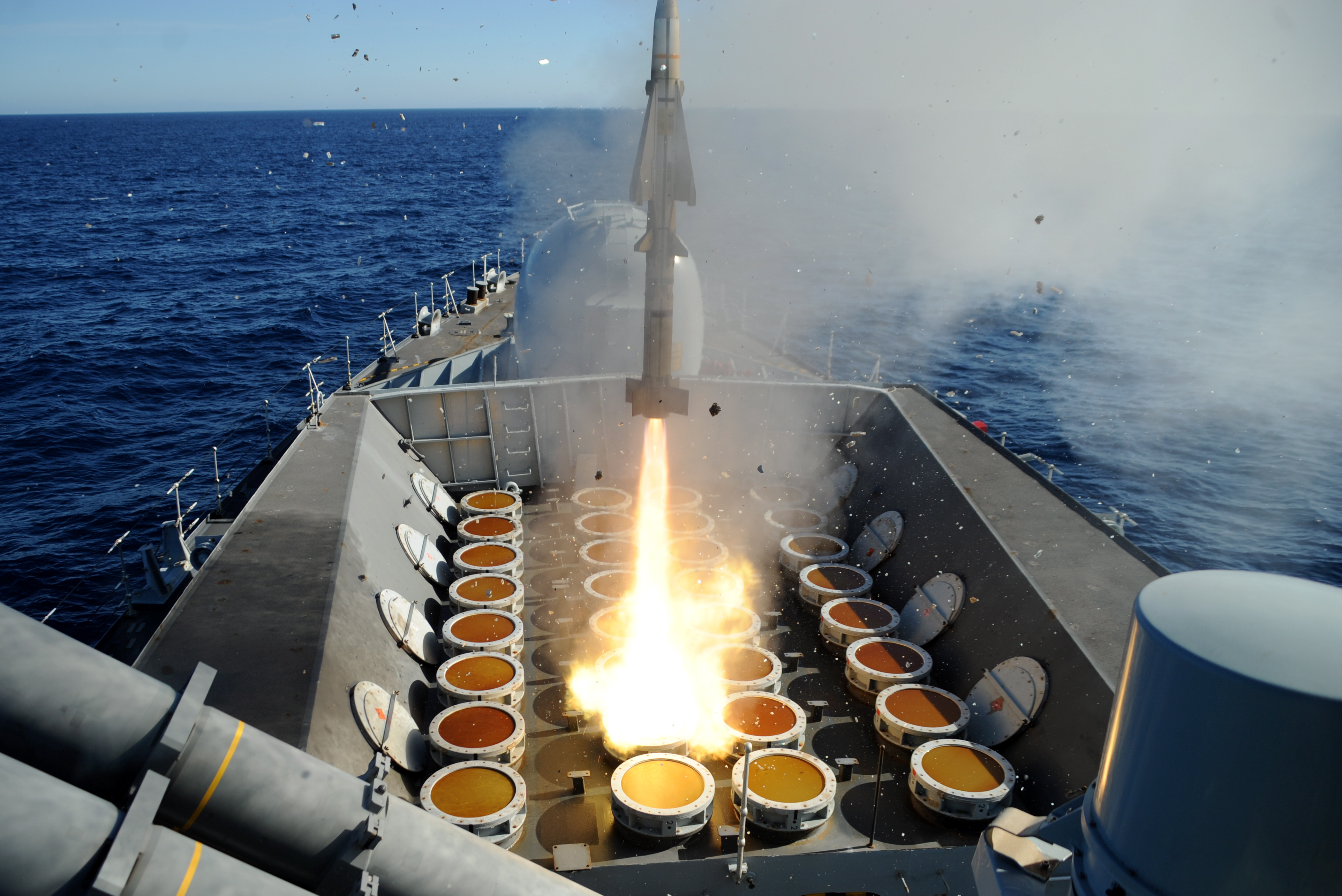
Missile Sea Wolf tiré par une frégate type 23 HMS Portland de la Royal Navy.

Les missiles surface-air peuvent être employés par plusieurs types de lanceurs.
- des lanceurs portables par un homme, dans le cas des missiles à très courtes portées ;
- des tracteurs-érecteurs-lanceurs pour les systèmes terrestres ;
- des navires de guerre pour les systèmes navals.

Dans les années 2010, des réflexions sont menées pour équiper les sous marins de missiles anti-aériens, afin de se défendre contre les hélicoptères de lutte anti-sous-marine ou les avions de patrouille maritime.

## Liste

### Afrique du Sud
- Umkhonto

### Allemagne
- IDAS
- Enzian
- Fliegerfaust
- Wasserfall

### Canada
- ADATS
- Blowpipe (en)

### Chine
- FN-6
- HN-5
- QW-1 Vanguard
- QW-2 Vanguard 2
- TY-90

### États-Unis

#### US Air Force
- CIM-10 Bomarc

#### US Army
- FIM-43 Redeye
- FIM-92 Stinger
- LIM-49 Nike Zeus/Spartan
- MIM-14 Nike Hercules
- MIM-72 Chaparral
- MIM-23 Hawk
- MIM-46 Mauler
- MIM-104 Patriot
- M1097 Avenger

#### US Navy
- RIM-2 Terrier
- RIM-7 Sea Sparrow
- RIM-8 Talos
- RIM-24 Tartar
- RIM-66 Standard/RIM-67 Standard
- RIM-116 Rolling Airframe Missile
- RIM-161 Standard Missile 3
- RIM-174 Standard ERAM

### France
- SE 4100
- SE 4300
- SE 4400
- R422
- R431
- Parca
- Hawk
- Masalca
- Maruca
- Masurca
- Crotale
- Aster
- Mistral
- Roland

### Inde
- Akash

### Iran
- Misagh-1
- Misagh-2

### Israël
- Barak

### Japon
- Missile surface-air type 03
- Missile surface-air type 81
- Missile surface-air type 93
- Missile surface-air type 91 (en)

### Norvège
- NASAMS
- NASAMS 2

### Pakistan
- Anza

### Pologne
- PZR Grom
- Piorun

### Royaume-Uni
- Arrow Interceptor
- Starstreak
- Rapier
- Bloodhound
- Blowpipe (en)
- Starburst (en)
- Sea Cat
- Sea Dart
- Sea Slug
- Sea Wolf

### Suède
- RBS 70

### Turquie
- HISAR (en)

### Taïwan
- TK-1, TK-2 et TK-3

### Union soviétiqueetRussie
- S-25 Berkut (code OTAN : SA-1 Guild)
- S-75 Dvina (code OTAN : SA-2 Guideline)
- Isayev S-125 Neva (code OTAN : SA-3 Goa)
- Lyulev 2K11 Krug (code OTAN : SA-4 Ganef)
- Almaz NPO S-200 Angara (code OTAN : SA-5 Gamon)
- Vympel 2K12 Kub (code OTAN : SA-6 Gainful)
- 9K32 Strela-2 (code OTAN : SA-7 Grail)
- Antey 9K33 Osa (code OTAN : SA-8 Gecko)
- 9K31 Strela-1 (code OTAN : SA-9 Gaskin)
- S-300P (code OTAN : SA-10 Grumble)
  - S-300 PMU-2 (Code OTAN : SA-20B)
- Novator 9K37 Buk (en) (code OTAN : SA-11 Gadfly)
- S-300V (code OTAN : SA-12 Gladiator-Giant)
- 9K35 Strela-10 (code OTAN : SA-13 Gopher)
- 9K34 Strela-3 (code OTAN : SA-14 Gremlin)
- 9K330 Tor-M1 (code OTAN : SA-15 Gauntlet)
- 9K310 Igla-1 (code OTAN : SA-16 Gimlet)
- 9K38 Buk-M1-2 (code OTAN : SA-17 Grizzly)
- 9K38 Igla (code OTAN : SA-18 Grouse)
- 2K22 Tunguska (code OTAN : SA-19 Grisom)
- S-400 Triumph (code OTAN : SA-21 Growler)
- Pantsir S-1 (code OTAN : SA-22 Greyhound)
- 9K338 Igla-S (code OTAN : SA-24 Grinch)
- M-11 Shtorm (code OTAN : SA-N-3 Goblet)
- Tor-M2U (à actualiser)
- S-500 Prometeï